# إيفان بيني
إيفان بيني (بالإنجليزية: Evan Penny)‏ هو نحات جنوب أفريقي، ولد في 1953 في جنوب أفريقيا.